# 幌向駅
幌向駅（ほろむいえき）は、北海道岩見沢市幌向南1条3丁目にある北海道旅客鉄道（JR北海道）函館本線の駅である。駅番号はA11。電報略号はムイ。事務管理コードは▲130131。

## 歴史

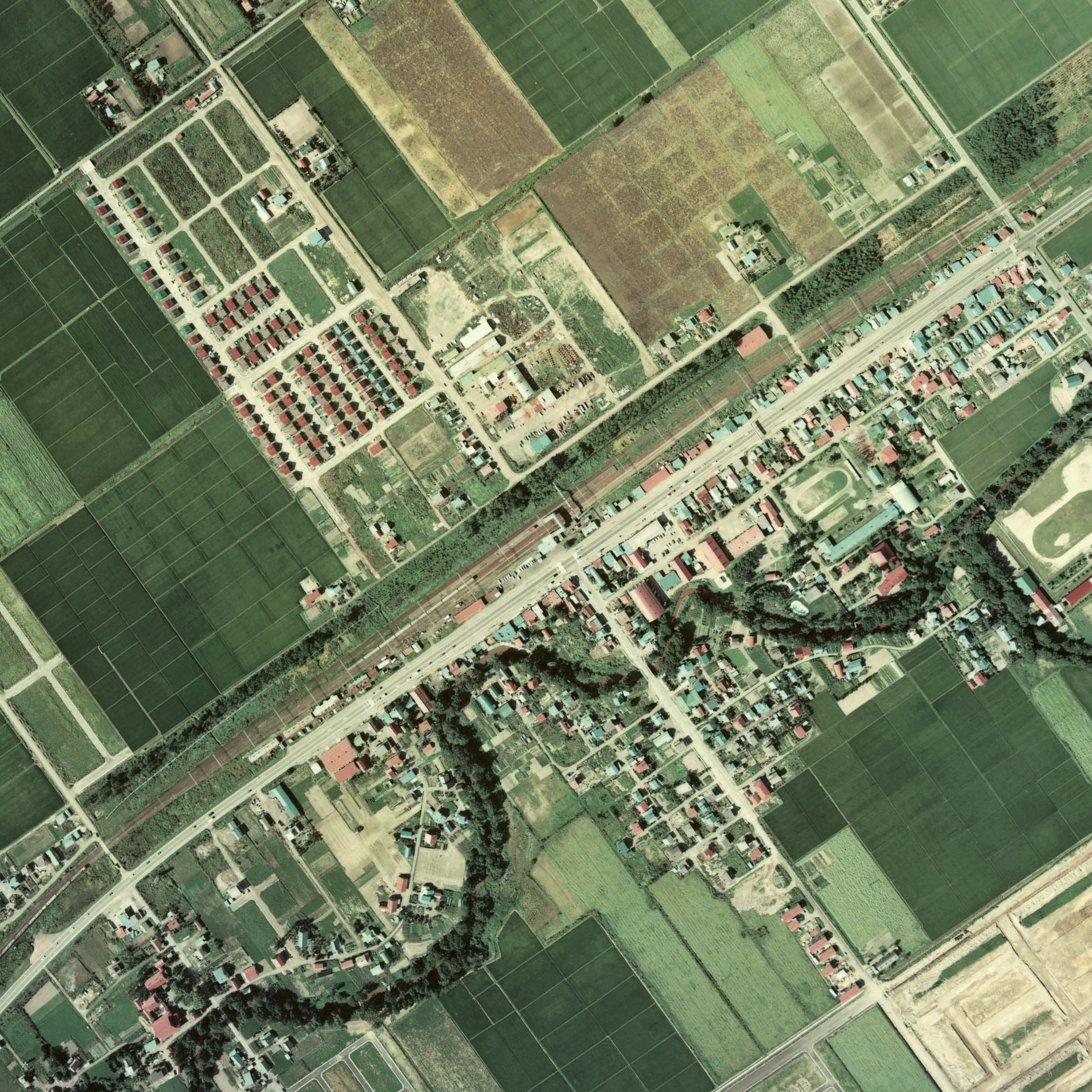
1976年の幌向駅と周囲約1km範囲。右上が岩見沢方面。千鳥状にずれた単式と島式の複合ホーム2面3線で、間に中線1本を有している。駅舎横の貨物ホームに引込線が残っているが、既に2年前に貨物取扱い廃止となっており、駐車場と化している。

- 1882年（明治15年）11月13日：官営幌内鉄道の幌向太フラグ・ステーションとして開業[2]。位置は現在より約800m江別寄りの幌向川右岸近くで、駅舎は現在とは反対の北側に設置された[3]。
- 1883年（明治16年）4月以前：幌向駅に改称、およびフラグステーションから一般駅となる[3][注釈 1]。
- 1889年（明治22年）12月11日：北海道炭礦鉄道に譲渡。
- 1893年（明治26年）3月21日：停車場移転による改キロ（岩見沢側に約800m移転）[2][注釈 2]。
- 1895年（明治28年）
  - 7月14日：駅舎及び貨物庫類焼[4]。
  - 下期：駅舎改築[4]。
- 1900年（明治33年）11月：停車場類焼[4]。
- 1901年（明治34年）下期：駅舎新築[4]。
- 1906年（明治39年）10月1日：北海道炭礦鉄道の鉄道路線国有化により、官設鉄道に移管。
- 1962年（昭和37年）8月18日：駅舎改築。
- 1974年（昭和49年）9月5日：貨物取扱い廃止[2]。
- 1978年（昭和53年）10月2日：業務委託化[5]。
- 1984年（昭和59年）2月1日：荷物取扱い廃止[2]。
- 1987年（昭和62年）4月1日：国鉄分割民営化により、北海道旅客鉄道（JR北海道）の駅となる。
- 1998年（平成10年）
  - 3月20日：駅舎改築。地上駅舎から橋上駅舎に[新聞 2]。
  - 12月29日：自動改札機を設置し、供用開始[6]。
- 2001年（平成13年）4月1日：駅業務を北海道ジェイ・アール・サービスネットに委託[新聞 1]。
- 2007年（平成19年）10月：駅番号設定。
- 2008年（平成20年）10月25日：ICカードKitaca使用開始。
- 2016年（平成28年）3月14日：キヨスク廃止[新聞 3][新聞 4]。
- 2017年（平成29年）2月19日：自動改札機を更新。従来の簡易型からゲート付きの機種となる。

### 駅名の由来
地名より。当初は地名に合わせ「幌向太」と名付けられたが、幌内太駅（→三笠駅）と紛れやすいとしてまもなく改名され、その後地名も「幌向」となった。

## 駅構造
駅舎は跨線橋上にある橋上駅舎である。
ホームは2面3線で島式ホームと相対式ホームが向かい合わせに設置されている。なお、苗穂～幌向駅間で試運転列車用のダイヤが用意されており、この駅で折り返す試運転列車の姿が見受けられる。橋上駅舎化される前は、1番線と2番線の間に中線が存在した。
業務委託駅（北海道ジェイ・アール・サービスネット受託）。みどりの窓口、自動券売機、自動改札機が設置されている。かつてはキヨスクも設置されていた。

### のりば
| 番線 | 路線      | 方向 | 行先                   |
| ---- | --------- | ---- | ---------------------- |
| 1    | ■函館本線 | 上り | 手稲・小樽方面         |
| 2    | ■函館本線 | -    | （上下折返し・待避線） |
| 3    | ■函館本線 | 下り | 岩見沢・滝川方面       |

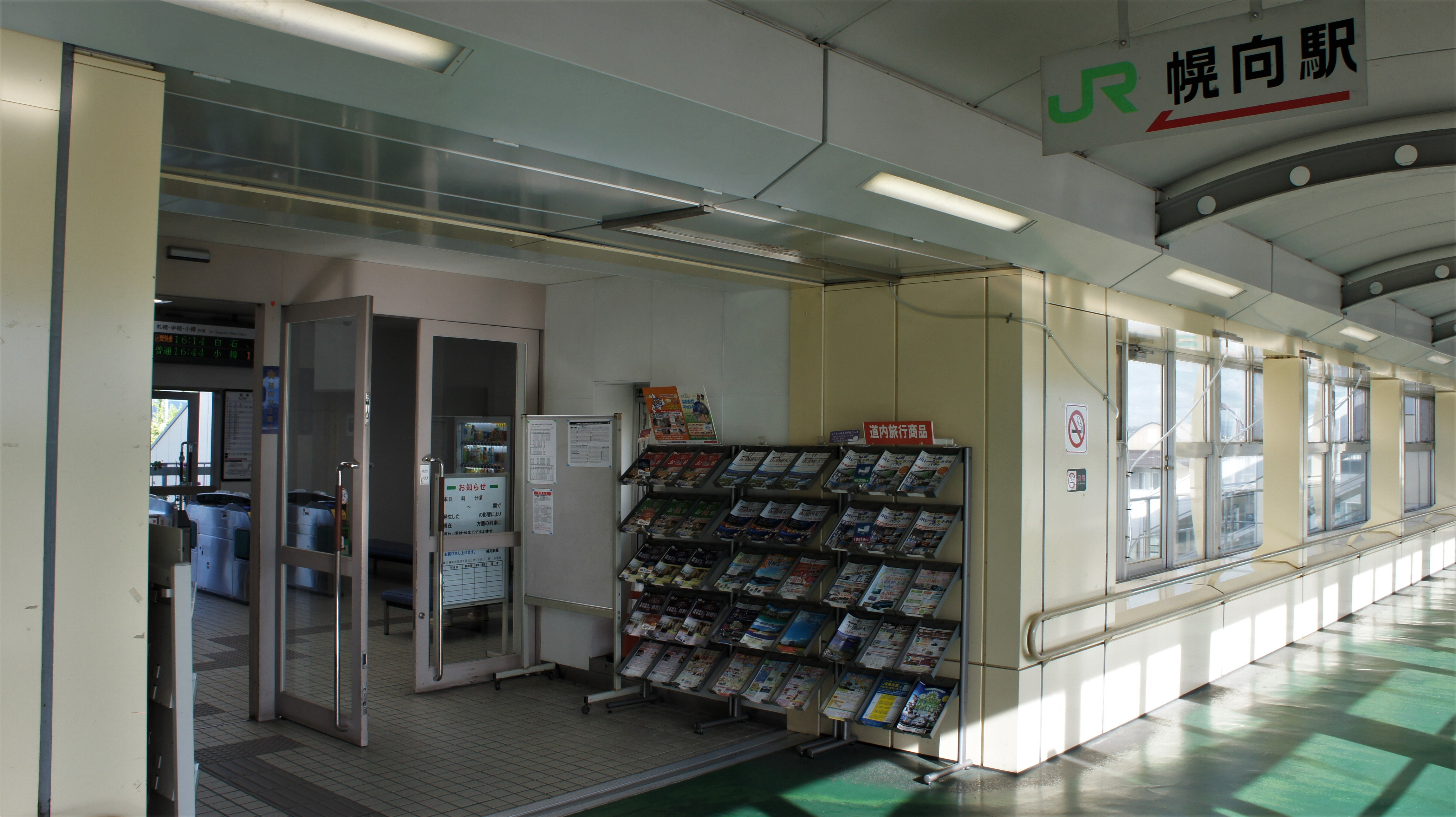
駅出入口（2018年9月）
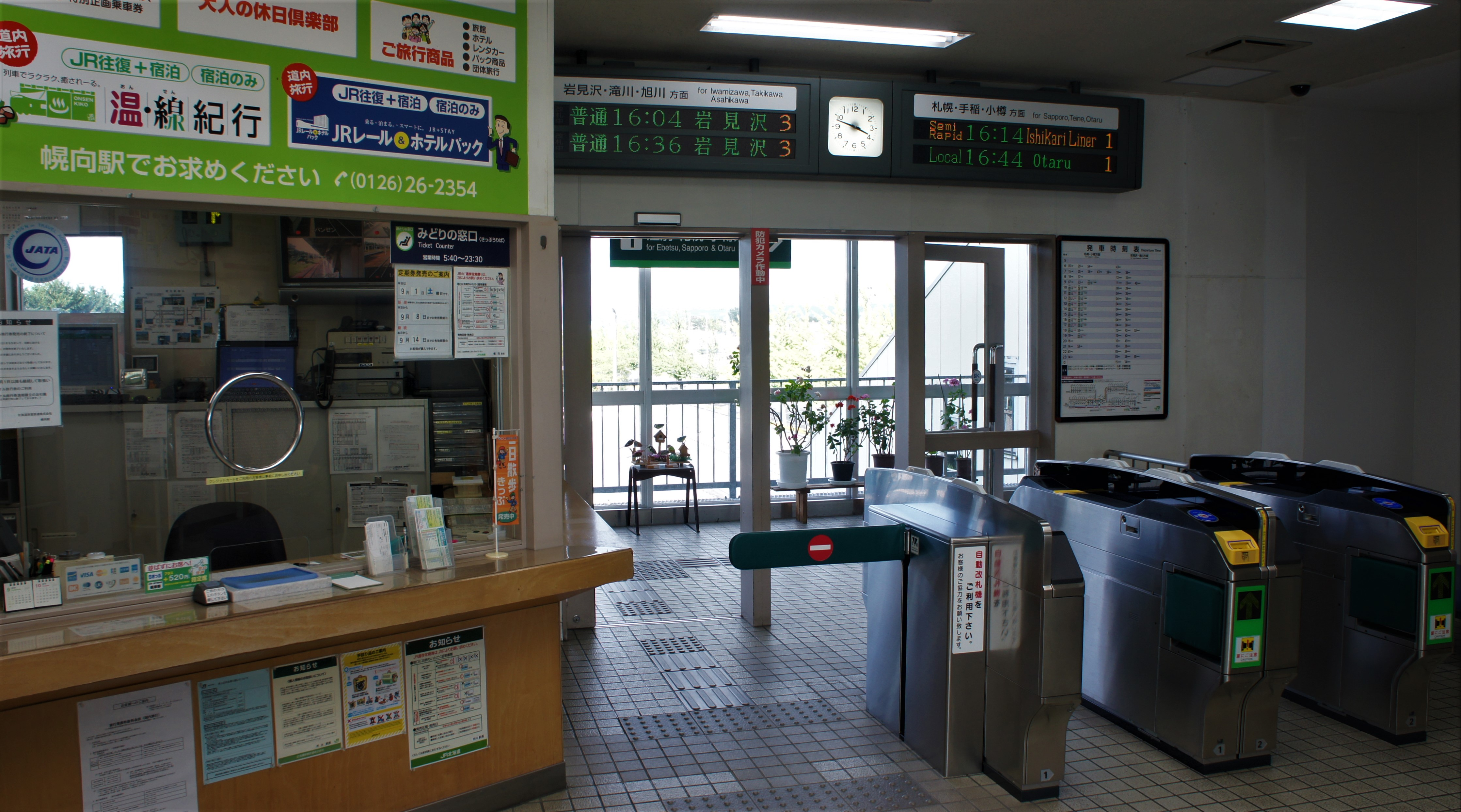
改札口（2018年9月）
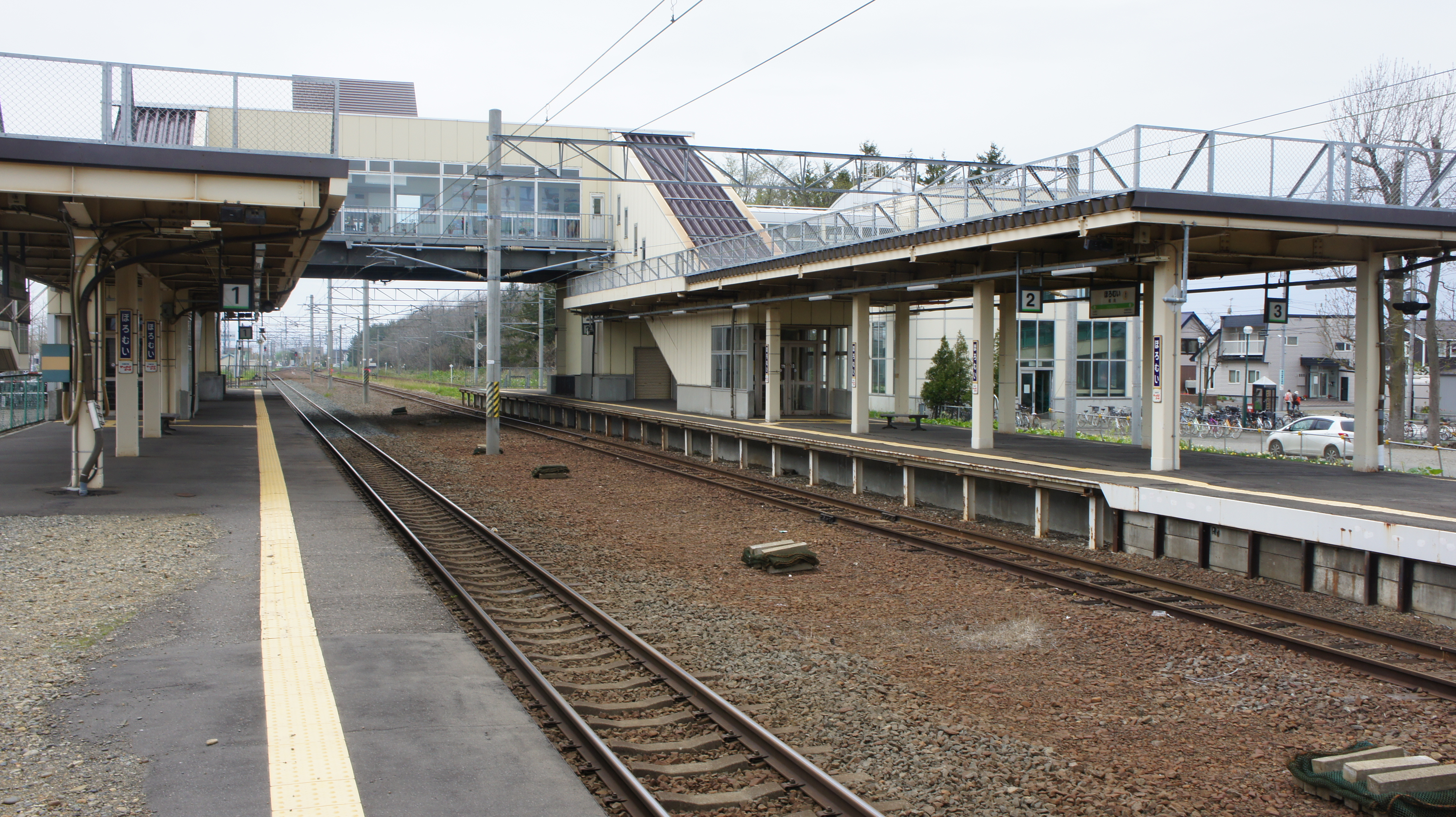
ホーム（2017年5月）

## 利用状況
乗車人員の推移は以下のとおり。年間の値のみ判明している年については、当該年度の日数で除した値を括弧書きで1日平均欄に示す。乗降人員のみが判明している場合は、1/2した値を括弧書きで記した。なお、『岩見沢市統計書』を出典とする値について、年間乗車人員は百人単位での記載となっているため、便宜上100倍した数値を記載する。
| 年度               | 乗車人員 | 乗車人員  | 出典   | 備考                 |
| 年度               | 年間     | 1日平均   | 出典   | 備考                 |
| ------------------ | -------- | --------- | ------ | -------------------- |
| 1992年（平成04年） |          | (1,113)   | [ 9 ]  | 1日乗降客数：2,226人 |
| 2000年（平成12年） | 584,700  | (1,601.9) | [ 10 ] |                      |
| 2001年（平成13年） | 582,200  | (1,595.1) | [ 10 ] |                      |
| 2002年（平成14年） | 569,800  | (1,561.1) | [ 10 ] |                      |
| 2003年（平成15年） | 576,500  | (1,575.1) | [ 10 ] |                      |
| 2004年（平成16年） | 569,400  | (1,560.0) | [ 10 ] |                      |
| 2005年（平成17年） | 573,400  | (1,571.0) | [ 10 ] |                      |
| 2006年（平成18年） | 561,400  | (1,538.1) | [ 10 ] |                      |
| 2007年（平成19年） | 541,700  | (1,480.1) | [ 10 ] |                      |
| 2008年（平成20年） | 549,300  | (1,504.9) | [ 10 ] |                      |
| 2009年（平成21年） | 539,500  | (1,478.1) | [ 10 ] |                      |
| 2010年（平成22年） | 530,000  | (1,452.1) | [ 11 ] |                      |
| 2011年（平成23年） | 519,700  | (1,419.9) | [ 11 ] |                      |
| 2012年（平成24年） | 508,800  | (1,394.0) | [ 11 ] |                      |
| 2013年（平成25年） | 488,400  | (1,338.1) | [ 11 ] |                      |
| 2014年（平成26年） | 474,100  | (1,298.9) | [ 11 ] |                      |
| 2015年（平成27年） | 467,000  | (1,276.0) | [ 11 ] |                      |
| 2016年（平成28年） | 450,000  | (1,232.9) | [ 12 ] |                      |
| 2017年（平成29年） | 441,300  | (1,209.0) | [ 12 ] |                      |
| 2018年（平成30年） | 429,200  | (1,175.9) | [ 12 ] |                      |
| 2019年（令和元年） | 416,100  | (1,136.9) | [ 12 ] |                      |
| 2020年（令和02年） | 312,900  | (857.3)   | [ 12 ] |                      |

## 駅周辺
周りには鉄道防風林と住宅が広がっている。駅周辺の幌向地区は札幌市のベッドタウンとして大規模住宅開発が進み、市の人口の10分の1にあたる8,000人近くの人口を抱える街となった。
- 国道12号
- 岩見沢市役所幌向サービスセンター
- 岩見沢警察署幌向駐在所
- 岩見沢幌向郵便局
- 空知信用金庫幌向支店
- いわみざわ農業協同組合（JAいわみざわ）幌向支所
- 北海道中央バス（岩見沢営業所）・岩見沢市営バス「幌向駅前」停留所[13][14]

## 隣の駅
北海道旅客鉄道（JR北海道）
■函館本線
豊幌駅 (A10) - 幌向駅 (A11) - 上幌向駅 (A12)